# Marksizem-leninizem
Marksizem-leninizem je komunistična ideologija in glavno komunistično gibanje 20. stoletja. To je bilo uradno ime uradne državne ideologije, ki jo je sprejela Sovjetska zveza, njene satelitske države v vzhodnem bloku in različni samooklicani znanstveni socialistični režimi v gibanju neuvrščenih in tretjem svetu med hladno vojno, kot tudi komunistična internacionala po boljševizaciji. Danes je marksizem-leninizem ideologija več komunističnih strank in ostaja uradna ideologija vladajočih strank Ljudske republike Kitajske, Kube, Laosa in Vietnama kot enotnih enostrankarskih socialističnih republik in Nepala v večstrankarski demokraciji. Na splošno marksisti-leninisti podpirajo proletarski internacionalizem in socialistično demokracijo ter nasprotujejo anarhizmu, fašizmu, imperializmu in liberalni demokraciji. Marksizmo-leninizem meni, da je za zamenjavo kapitalizma potrebna dvostopenjska komunistična revolucija. Vangardna stranka, hierarhično organizirana skozi demokratični centralizem, bi prevzela oblast "v imenu proletariata" in vzpostavila socialistično državo pod vodstvom komunistične stranke, za katero trdi, da predstavlja diktaturo proletariata. Država nadzoruje gospodarstvo in produkcijska sredstva, zatira buržoazijo, protirevolucijo in opozicijo, spodbuja kolektivizem v družbi in utira pot morebitni komunistični družbi, ki bi bila tako brezrazredna kot brezdržavna. Zaradi svojega državno usmerjenega pristopa so marksistično-leninistične države zahodni akademiki običajno imenovali komunistične države.
Marksistično-leninistično ideologijo je kot prakso razvil sovjetski predsednik Josif Stalin leta 1924, na podlagi svojega razumevanja in sinteze ortodoksnega marksizma in leninizma. Po smrti Vladimirja Lenina leta 1924 je marksizem-leninizem postal posebno gibanje v Sovjetski zvezi, ko so Stalin in njegovi podporniki prevzeli nadzor nad stranko. Zavrnil je splošno predstavo zahodnih marksistov o svetovni revoluciji kot predpogoju za izgradnjo socializma v prid konceptu socializma v eni državi. Po njegovih privržencih je postopni prehod iz kapitalizma v socializem pomenila uvedba prvega petletnega načrta in sovjetska ustava iz leta 1936. Do poznih dvajsetih let dvajsetega stoletja je Stalin vzpostavil ideološko ortodoksnost med Rusko komunistično partijo (boljševiki), Sovjetsko zvezo in Komunistično internacionalo, da bi vzpostavil univerzalno marksistično-leninistično prakso. Formulacija sovjetske različice dialektičnega in zgodovinskega materializma v tridesetih letih dvajsetega stoletja s strani Stalina in njegovih sodelavcev, kot na primer v Stalinovi knjigi Dialektični in zgodovinski materializem, je postala uradna sovjetska interpretacija marksizma, za zgled pa so jo vzeli marksisti-leninisti v drugih državah. V poznih tridesetih letih dvajsetega stoletja je Stalinov uradni učbenik Zgodovina komunistične partije Sovjetske zveze (boljševikov) (1938) populariziral marksizem-leninizem kot izraz.
Internacionalizem marksistično-leninističnega socializma v eni državi se je izražal v podpiranju revolucij v drugih državah, sprva prek komunistične internacionale, nato pa v konceptu socialističnih držav po destalinizaciji. Ustanovitev drugih komunističnih držav po drugi svetovni vojni je povzročila sovjetizacijo in te države pod vodstvom komunistov so sledile sovjetskemu marksistično-leninističnemu modelu petletnih načrtov in hitre industrializacije, politične centralizacije in represije. Med hladno vojno je bil marksizem-leninizem gonilna sila v mednarodnih odnosih večino 20. stoletja. S smrtjo Stalina in destalinizacijo je marksizem-leninizem doživel več revizij in prilagoditev, kot so guevarizem, misel Ho Ši Minha, hodžaizem, maoizem, socializem s kitajskimi značilnostmi in titoizem. To je povzročilo tudi več razcepov med marksistično-leninističnimi državami, kar je povzročilo spor Tito-Stalin, kitajsko-sovjetski in kitajsko-albanski razkol. O družbeno-ekonomski naravi marksistično-leninističnih držav, zlasti Sovjetske zveze v času Stalina, se je veliko razpravljalo, različno so bili označeni kot oblika birokratskega kolektivizma, državnega kapitalizma, državnega socializma ali popolnoma edinstven način proizvodnje. Vzhodni blok, vključno z marksistično-leninističnimi državami v Srednji in Vzhodni Evropi ter socialističnimi režimi tretjega sveta, so bili različno opisani kot "birokratsko-avtoritarni sistemi", kitajska družbeno-ekonomska struktura pa je bila označena kot "nacionalistični državni kapitalizem".
Kritika marksizmo-leninizma se v veliki meri prekriva s kritiko vladavine komunizma in se osredotoča predvsem na dejanja in politike, ki so jih izvajali marksistično-leninistični voditelji, predvsem Stalin, Mao Cetung in Pol Pot. V praksi je marksistično-leninistične države zaznamovala visoka stopnja centraliziranega nadzora s strani države in komunistične partije, politična represija, državni ateizem, kolektivizacija, uporaba prisilnega dela in delovnih taborišč ter brezplačno univerzalno izobraževanje in zdravstveno varstvo, nizka brezposelnost in nižje cene določenega blaga. Zgodovinarji, kot sta Silvio Pons in Robert Service, so izjavili, da sta represija in totalitarizem izhajala iz marksistično-leninistične ideologije. Zgodovinarji, kot sta Michael Geyer in Sheila Fitzpatrick, so predstavili druge razlage in kritizirali osredotočenost na višje družbene ravni in uporabo konceptov hladne vojne, kot je totalitarizem, ki so zakrili resničnost sistema. Medtem ko je pojav Sovjetske zveze kot prve nominalno komunistične države na svetu privedel do razširjene povezave komunizma z marksizmom-leninizmom in sovjetskim modelom, je več akademikov in ekonomistov, med drugimi znanstveniki, navedlo, da je bil marksistično-leninistični model v praksi oblika državnega kapitalizma ali nenačrtovanega administrativno-komandnega sistema ali poveljniške ekonomije.